# توم أوستين (ممثل)
توم أوستين (بالإنجليزية: Tom Austen)‏ هو ممثل بريطاني، ولد في 15 سبتمبر 1987 في تونتون (المملكة المتحدة) في المملكة المتحدة.

## وصلات خارجية
- توم أوستين على موقع IMDb (الإنجليزية)
- توم أوستين على موقع ألو سيني (الفرنسية)
- توم أوستين على موقع قاعدة بيانات الفيلم (الإنجليزية)